# カエンボク
カエンボク(火焔木) 、学名 Spathodea campanulata は、ノウゼンカズラ科に分類される花木。ジャカランダ、ホウオウボクとあわせ世界三大花木と称される。

## 形態

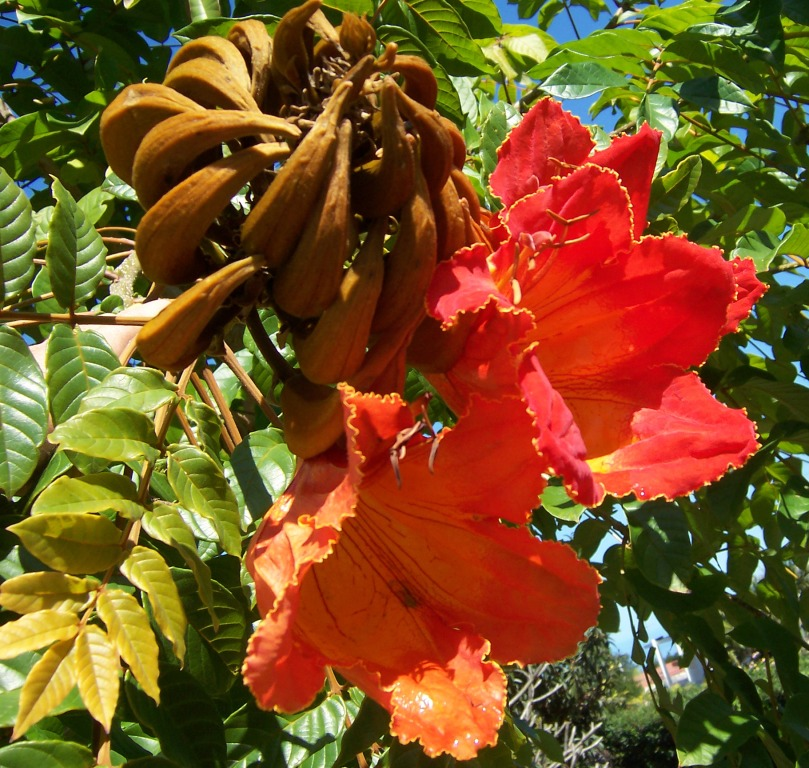
カエンボクの花

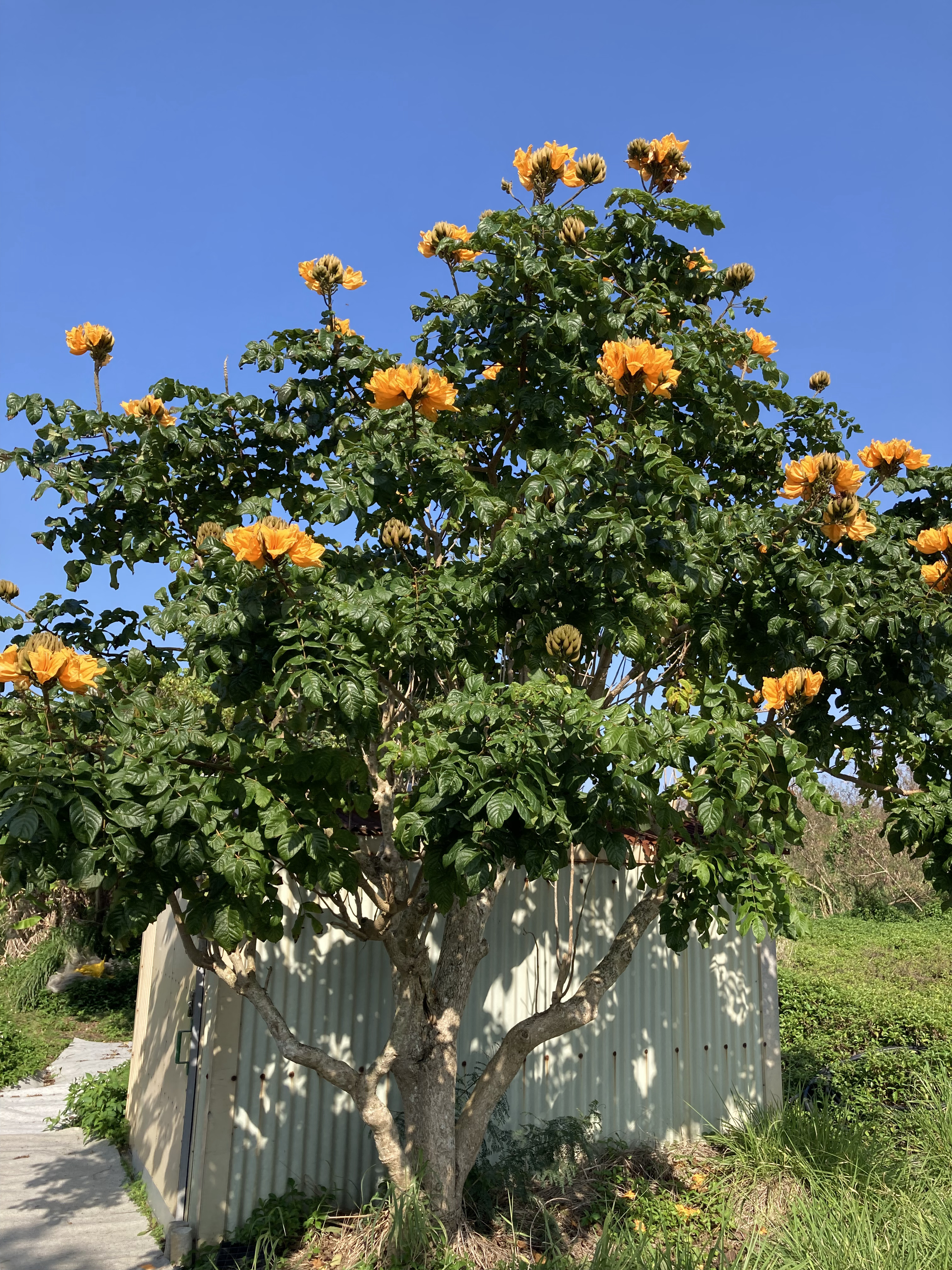
黄花

西アフリカ原産の常緑高木で、樹高は12-25mほどになる。葉は羽状複葉をなし、若葉のころは象牙色、成長すると光沢のある緑となる。
一年を通じて赤みがかったオレンジ色の、つり鐘形の大きく派手な花を枝先に多数咲かせ続けるので、見た目がとても華やかな木である。
カエンボク属は本種を含め3種が知られており、いずれも熱帯アフリカ産である。

## 生態

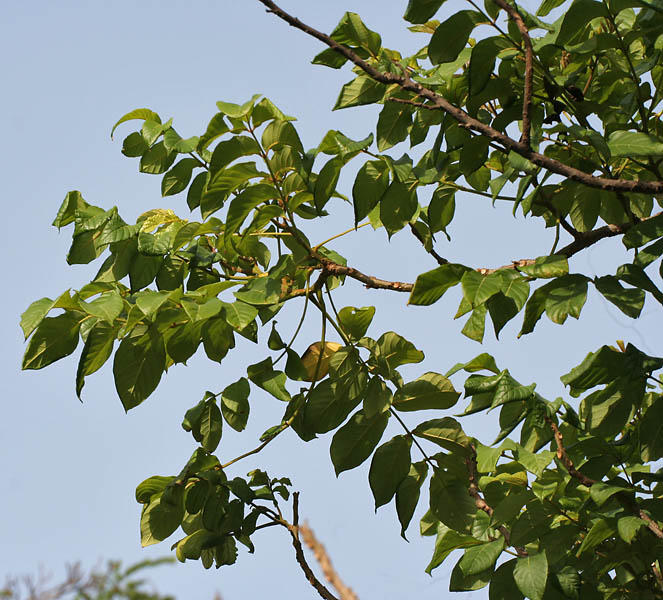
カエンボクの葉。インドのハイデラバードにて

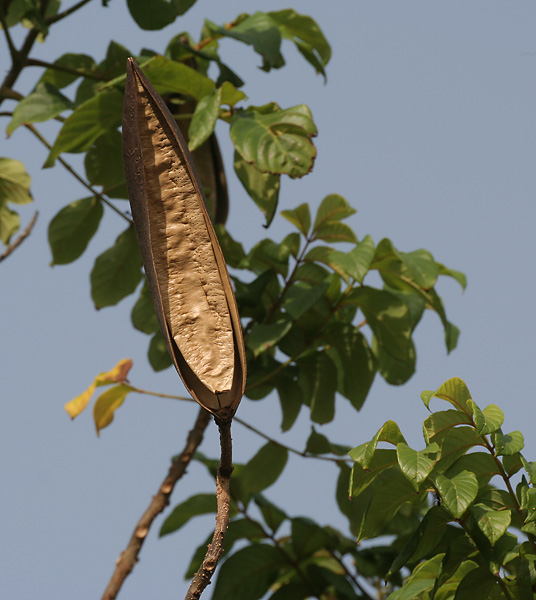
熟した莢

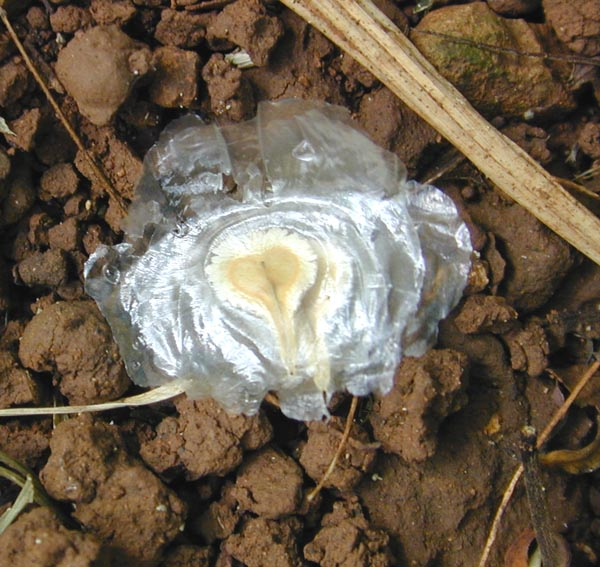
種子

湿潤で日当たりが良く、肥沃な土壌を好むので農地やかく乱地によく見られるが、自然林でもみられる。一方で寒さに弱く、霜のおりる地域では生育できない。また塩分にも弱いので海岸土壌は生育に不向きである。
花は他のノウゼンカズラ科同様、つり鐘型の合弁花で、学名の種小名もこの花の形に由来する。やや上向き加減に咲くため、花の内部には雨や露が溜まり、そこに多くの鳥やコウモリが引き寄せられ花粉を媒介する。受粉後に莢を形成し、縦に割れると中から種に盛んに植えられており、ムナグロマンゴーハチドリ Anthracothorax nigricollis、クロハチドリ Florisuga fusca、コガネオサファイアハチドリ Hylocharis chrysura といった多くのハチドリの吸蜜源となっている。
生命力が強く、切り株からも萌芽し簡単に再生する。材は木質が柔らかいので、中南米ではゴシキドリなどの洞巣性鳥類が営巣に利用している。また耐火性に優れており、容易に燃えない。なお材にはニンニク臭がある。

## 人間との関係
世界中の熱帯域に街路樹や庭園木、観賞目的の花木として広く移入されており、Fountain Tree, African tulip tree, Flame-of-the-forest, Nandi Flame などの英名で広く知られる。和名のカエンボクもこのうちの一つの直訳であり、英名の発音をカナに直したアフリカンチューリップツリー、それを直訳したアフリカチューリップノキ、アフリカユリノキなどの名でも知られる。
なお「カエンボク」という和名は、オーストラリア産のオオバヤドリギ科植物ヌイチア・フロリブンダ（Nuytsia floribunda; 英: Christmas tree, flame tree）や同じくオーストラリア産でアオイ科（旧アオギリ科）のゴウシュウアオギリ（学名: Brachychiton acerifolius、シノニム: Sterculia acerifolia; 英: Illawarra flame tree）に対して用いられた例もある。また、同じ三大花木の1種であるホウオウボク（学名: Delonix regia）を「カエンジュ」（火焔樹）と称することがあり、本種と取り違われることがたびたびある。ちなみに中国語で火焰樹というと本種（Spathodea campanulata）を指す。
原産地では種子を食用、木材を製紙に、樹皮、花、葉を薬用に利用する。本種の花はつぼみのとき、内部に水を含んでおり、子供がこのつぼみを使って水鉄砲遊びをすることがある。花粉が含まれたこの水は、ときに指や衣服を黄色く汚してしまう。
本種の有するパイオニア性や多産性、強靭な生命力といった特徴は、いずれも侵略的外来種とされる植物に共通するもので、実際アメリカ、オーストラリアなど太平洋各地で野生化している。
IUCNでは本種を世界の侵略的外来種ワースト100の1種に選定しており、ハワイなど多数の固有種からなる植物相を有する太平洋の島嶼部の生態系への侵入を懸念している。
日本では、植物園の温室等の他、沖縄県や小笠原諸島で庭木等として植栽されているが、野生化の報告は2008年現在までない。耐霜性がないところから、沖縄や小笠原以外の地域での日本国内での野生化の可能性は薄いが、沖縄や特に固有種の多い小笠原で野生化する可能性については注意を要すると考えられ、外来生物法の要注意外来生物リストに掲載されている。